# M163
El M163 Vulcan Air Defense System (VADS) es un sistema antiaéreo autopropulsado que fue usado por el Ejército de Estados Unidos. El cañón automático M168 es una variante del cañón automático rotativo M61 Vulcan de 20 mm, arma estándar en la mayoría de los aviones de combate estadounidenses desde la década de 1960, que también puede montarse en un vehículo blindado o un remolque. 

## Descripción técnica

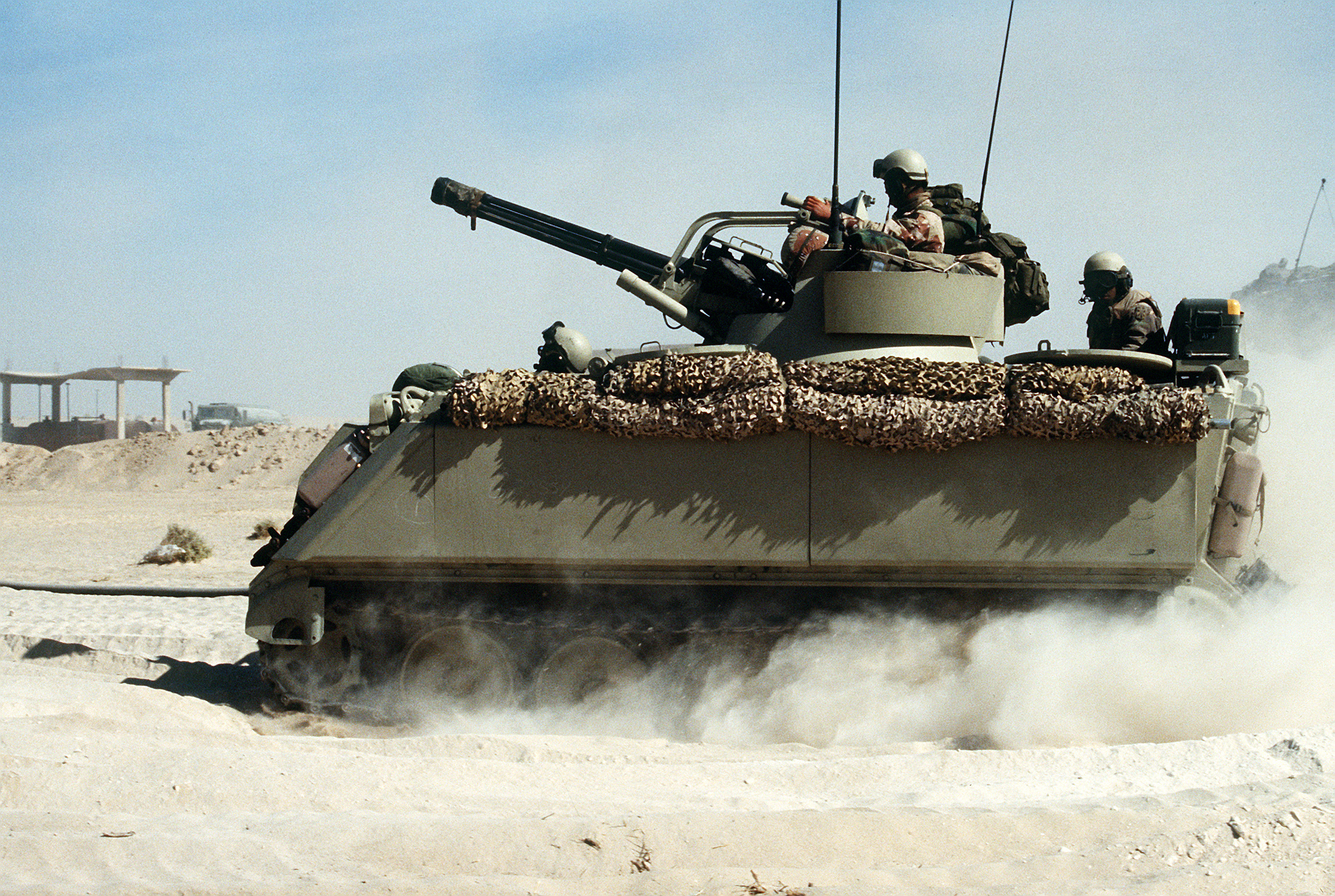
Un M163 durante la operación Escudo del Desierto.

El cañón está montado en un M113 modificado (el M417). Estos sistemas fueron diseñados como apoyo a los sistemas de misiles MIM-72 Chaparral. Los M163 usan un pequeño radar solo para distancias, el AN/VPS-2, y una mira óptica calculadora M61 y está capacitado para operaciones nocturnas usando la mira nocturna AN/PVS que puede ser montada a la derecha de la mira óptica principal.
El cañón automático tiene una cadencia de 3.000 disparos por minuto en ráfagas cortas de 10, 30, 60, o 100 balas, o puede disparar hasta 1000 disparos por minuto de manera continua. Es alimentado mediante cartuchos sueltos.

## Desempeño

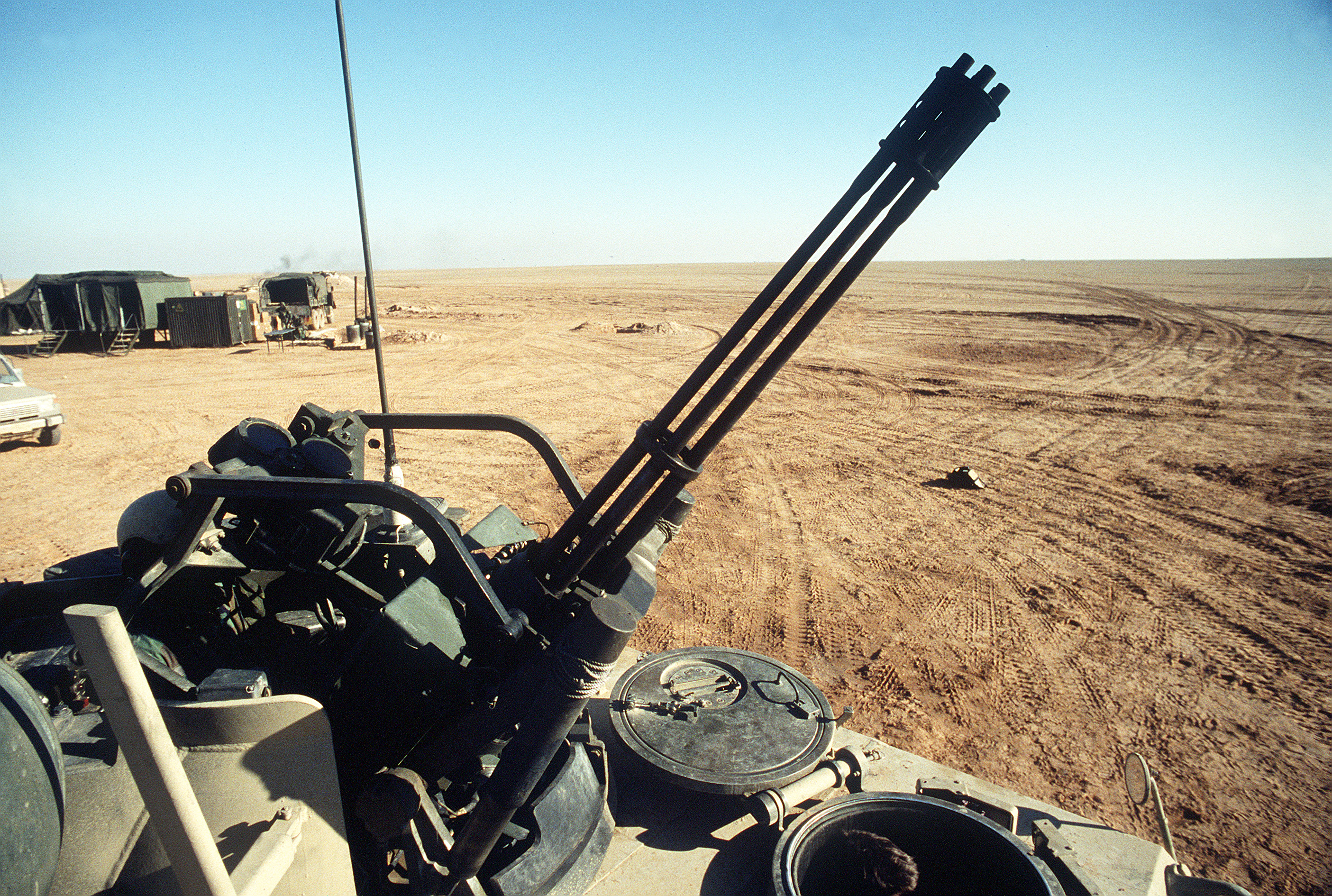
Acercamiento del M61 Vulcan de 20 mm de un M163 VADS.

La principal desventaja del M163 fue desde el inicio su ligero proyectil de pequeño calibre, que limitaba su alcance efectivo. Los primeros lotes de munición M50 complicaron la situación, aunque en general el M163 todavía era bien visto en comparación al ZSU-23-4 soviético; a pesar de que el ZSU disparaba un proyectil ligeramente más grande (23 mm en lugar de 20 mm), el M163 tenía una mayor velocidad de boca (por lo tanto una trayectoria más estable y un menor tiempo de recorrido, con un mayor alcance efectivo) y una mayor cadencia de fuego, además de no tener un sistema de control de disparo lento y complicado de emplear, poco fiable y vulnerable a las interferencias como el del ZSU. Comparado con este, el artillero del M163 está expuesto en una torreta abierta, mientras que en el ZSU-23-24 se encuentra dentro de una torreta cerrada; esto le ofrece al artillero del M163 una mejor área de visión y de situación, con una protección mínima contra disparos de armas ligeras. De hecho, el blindaje del ZSU es tan delgado que incluso puede ser perforado a corta distancia con balas antiblindaje de 5,56 mm.    
En servicio estadounidense e israelí, el M163 ha sido escasamente empleado para defensa antiaérea, por lo tanto el sistema estuvo en uso desde finales de la década de 1980 e inicios de la década de 1990 principalmente como arma de apoyo terrestre. Por ejemplo, los M163 fueron empleados para apoyar a las tropas de asalto estadounidenses en Panamá durante la Invasión estadounidense de Panamá de 1989. Un M163 de la Batería B del 2/62 ADA hundió una lancha torpedera Vosper . El M163 fue empleado en combate por última vez durante la Guerra del Golfo.

## Actualizaciones y reemplazo
Para proveer una efectiva defensa antiaérea contra helicópteros armados con misiles antitanque que pueden dispararse con precisión a distancias de varios kilómetros, el M163 iba a ser reemplazado por el M247 Sergeant York DIVADS (Divisional Air Defense System), pero este proyecto fue cancelado debido a su gran costo, problemas técnicos y un pobre desempeño en general.
En 1984 fue introducido el sistema mejorado PIVADS (Product-Improved VADS), que ofrecía mejoras en su empleo y precisión del disparo, aunque las limitaciones del cartucho 20 x 102 continuaron. Además, el radar siguió siendo solamente de distancia. A fines de la década de 1980, entre las modificaciones hechas al M163 para aumentar su vida útil figuraron la instalación de soportes internos y externos para llevar misiles antiaéreos Stinger disparados por sus tripulantes. Finalmente, el M48 y el M163 fueron reemplazados en Estados Unidos por el M1097 Avenger y el M6 Linebacker (un M2 Bradley armado con misiles FIM-92 Stinger en lugar de los misiles antitanque estándar TOW): el misil Stinger provee el alcance necesario para combatir con helicópteros armados con misiles antitanque que sobrepasan el alcance del cañón automático de 20 mm, al mismo tiempo que aumenta el alcance contra aviones. La última unidad del ejército estadounidense equipada con sistemas M163 en Fort Riley, Kansas, los descartó en 1994.           

## Munición
Se diseñó una amplia variedad de munición 20 x 102 para el cañón automático rotativo M168 de 6 cañones. Los principales tipos de munición están indicados abajo en la tabla comparativa; la tabla incluye el proyectil PGU-28 empleado en el cañón aéreo M61 Vulcan y el proyectil antimisil naval APDS, aunque estos no son normalmente empleados en cañones antiaéreos terrestres. 
| Denominación | Tipo                                              | Peso del proyectil (g)      | Carga explosiva (g)                                                        | Velocidad de boca (m/s) | Descripción |
| ------------ | ------------------------------------------------- | --------------------------- | -------------------------------------------------------------------------- | ----------------------- | --- |
| M53          | API (antiblindaje incendiario)                    | ?                           | 4,2 g de mezcla incendiaria                                                | 1030                    | Penetra 6,3 mm de blindaje al impactar perpendicularmente a una distancia de 1000 m. |
| M56A3/A4     | HEI (alto poder explosivo incendiario)            | 102                         | 9 g de explosivo de alto poder (RDX/wax/Al) y 1,5 g de mezcla incendiaria. | 1030                    | Proyectil con espoleta, sin trazador. Su radio de explosión efectiva es de 2 metros, sus esquirlas pueden alcanzar más de 20 metros. Penetra 12,5 mm de blindaje al impactar perpendicularmente a una distancia de 100 m. |
| M242         | HEI-T (alto poder explosivo incendiario trazador) | ?                           | ?                                                                          | ?                       | Similar a los proyectiles HEI M56, pero con mezcla trazadora. |
| M246         | HEI-T                                             | 102                         | 8.0 g HE                                                                   | ?                       | Proyectil trazador con espoleta para armas antiaéreas, se autodestruye tras 3 o 7 segundos de vuelo debido a la combustión de la mezcla trazadora. |
| M940         | MPT-SD                                            | 105                         | 9 g A-4/RDX/wax                                                            | 1050                    | Proyectil multipropósito sin espoleta para defensa antiaérea terrestre, naval y a bordo de helicópteros. La carga de explosivo de alto poder detona al impactar gracias a la carga incendiaria de la punta. Se autodestruye debido a la combustión de la mezcla trazadora. Penetra 12,5 mm de blindaje al impactar perpendicularmente a una distancia de 518 m, o 6,3 mm al impactar a 60° y a una distancia de 940 m. |
| PGU-28A/B    | SAPHEI                                            | 102.4                       | total 10 g                                                                 | 1050                    | Proyectil multipropósito sin espoleta para el cañón aéreo M61. La carga incendiara de la punta detona el explosivo de alto poder con un ligero retraso, aumentando su letalidad contra aviones. No tiene mezcla trazadora ni se autodestruye. Un disco de zirconio bajo la carga explosiva aumenta su capacidad incendiaria.                                                                                           |
| Mk 149       | APDS                                              | proyectil: 93 penetrador 70 | ninguna                                                                    | 1120                    | Proyectil subcalibre sin aletas estabilizado por rotación, con un penetrador de uranio empobrecido de 12 mm para el sistema antimisil naval Phalanx Mk 15. |

## Especificaciones
- Blindaje:
  - delantero: 38 mm
  - lateral: 32 mm a 45 mm
  - posterior/dorsal: 38 mm
  - ventral: 29 mm

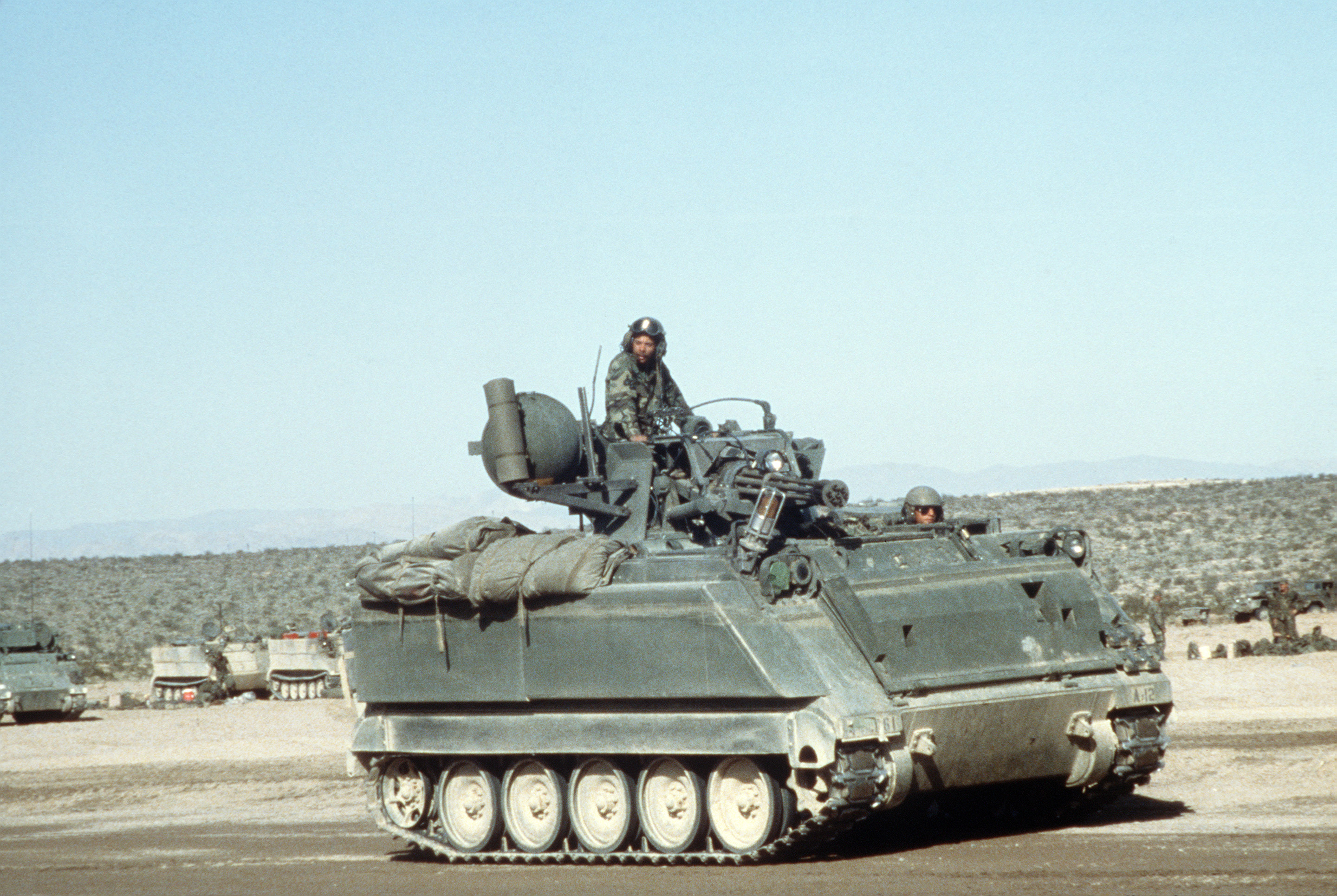
Un M163 regresa al área de preparación luego de unas maniobras en el Centro Nacional de Entrenamiento de Fort Irwin, California, Estados Unidos.

- Cañón automático rotativo M168 del M163:
  - Alcance efectivo: Las cifras varían según la fuente y el tipo de munición; 1,5–2 km[10] o más de 2 km.[11]
  - Alcance máximo: 5 km[10]
  - Cadencia máxima: 3.000 disparos/minuto[2]
  - Elevación: +80° hasta -5° a 45°/segundo[2]
  - Rotación: 360° a 60°/segundo[2]

- - Munición: M167: 500 balas. M163: 1,100 balas[2]

## Variantes
- M163;M163A1. Se modificaron el afuste y el vehículo para alinearlos al estándar del M113A1. El vehículo resultante fue denominado M741A1.
  - M163A2. Cambios a la planta motriz para alinearlo al estándar del M113A2. El vehículo resultante fue denominado M741A2.
  - M163 PIVADS (1984). Incluye mejoras de precisión y funcionamiento de la torreta desarrolladas por Lockheed Electronics Company, tales como un microprocesador digital, mira directora y sistema elevador con baja vibración. El PIVADS empleaba el vehículo M741A1, aplicándose las mismas mejoras al M163A2.
- M167. Versión remolcada de la torreta. El vehículo remolcador hasta 1989 fue el Gama Goat, cuando fue reemplazado por el HMMWV.
- Machbet. Versión israelí actualizada, equipada con un lanzamisiles FIM-92 Stinger de cuatro tubos, sistema de rastreo actualizado y la capacidad de intercambiar información con los radares de gran poder cercanos.

## Usuarios

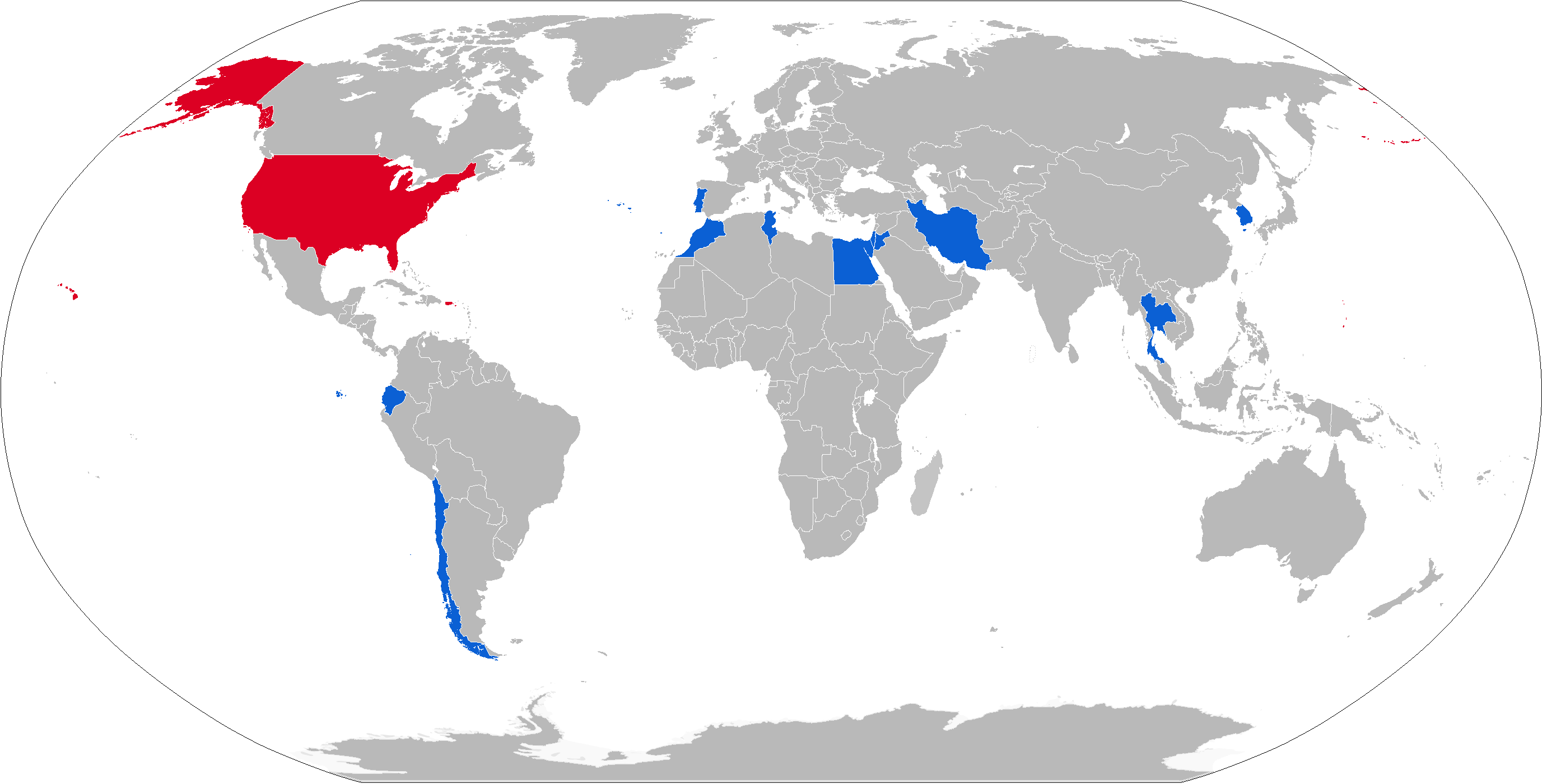
Mapa de operadores actuales M163 en azul, con operadores anteriores en rojo.

- Estados Unidos
- Chile
- Corea del Sur
- Ecuador:
- Egipto
- Irán
- Israel
- Jordania
- Marruecos
- Portugal
- Tailandia
- Túnez